# شیکاگو لون (شیکاگو)
شیکاگو لون (به انگلیسی: Chicago Lawn) یک منطقهٔ مسکونی در ایالات متحده آمریکا است که در شهرستان کوک (ایلینوی) واقع شده‌است. شیکاگو لون ۹٫۰۴ کیلومتر مربع مساحت و ۵۵٬۵۵۱ نفر جمعیت دارد.